# Ferocactus histrix
Ferocactus histrix – gatunek ferokaktusa pochodzący z Meksyku.

## Morfologia i biologia
Jest matowozielony, kulisty, często sięwydłuża. Dorasta do 70 cm. Ma 24 żebra z areolami, z których wyrasta po 7-12 cieńkich, brązowawych cierni bocznych i 3-4 ciernie środkowe, długości do 6 cm. Kaktus kwitnie latem, jego kwiaty są dzienne, jaskrawożółte, długości do 3,5 cm.

## Uprawa
Wymaga silnego nasłonecznienia i temperatury minimalnej 13 °C.